# 荀朗
荀 朗（じゅん ろう、518年 - 565年）は、南朝梁から陳にかけての軍人。字は深明。本貫は潁川郡潁陰県（現在の河南省許昌市）。

## 経歴
梁の衛尉卿の荀伯道の子として生まれた。梁の廬陵王行参軍を初任とした。侯景の乱が起こると、荀朗は郎党を率いて巣湖の間に拠り、独立を保った。建康が陥落すると、簡文帝はひそかに荀朗に詔を送り、雲麾将軍・豫州刺史に任じ、諸王とともに侯景を討つよう命じた。侯景が部将の宋子仙や任約らを派遣してたびたび攻めてきたため、荀朗は山に砦を建てて守り、宋子仙らを撃退した。当時の建康は飢饉に陥って、民衆が食い扶持を求めて流亡したため、荀朗はかれらに食事を与えて部曲として招致し、数万人の勢力にふくれあがった。侯景軍が巴陵で敗れると、荀朗は濡須から出て侯景軍を分断し、その後軍を撃破した。王僧弁が東征すると、荀朗は部将の范宝勝と弟の荀曉に2000の兵を率いさせて王僧弁を助けさせた。侯景の乱が平定されると、北斉の郭元建を踟蹰山で撃破した。
承聖2年（553年）、部曲1万家あまりを率いて長江を南に渡り、宣城郡に入植した。元帝により持節・通直散騎常侍・安南将軍・都督南兗州諸軍事・南兗州刺史に任じられたが、まもなく江陵が陥落して元帝が崩御したため赴任しなかった。紹泰2年（556年）、北斉の蕭軌・東方老らが江南に侵攻して石頭城に拠ると、荀朗は宣城郡から来援して、侯安都らとともに斉軍を破った。
永定元年（557年）、陳が建国されると、興寧県侯の爵位を受けた。兄の荀昂が左衛将軍となり、弟の荀晷が太子右衛率となった。荀朗は臨川王陳蒨の下で王琳と南皖で戦った。
永定3年（559年）、武帝が崩御すると、章太后と蔡景歴はその死を秘して喪を発しなかった。荀朗の弟の荀曉は建康でそれを察知し、私兵を集めて台城の襲撃を計画した。計画が発覚して蔡景歴が荀曉を殺害すると、荀朗は兄弟たちとともに捕縛された。文帝が即位すると、荀朗兄弟は釈放された。荀朗は侯安都らとともに王琳と戦った。天嘉元年（560年）4月、使持節・安北将軍・散騎常侍・都督霍晋合三州諸軍事・合州刺史に任じられた。天嘉6年（565年）、死去した。享年は48。南豫州刺史の位を追贈された。諡は壮といった。
子の荀法尚が後を嗣ぎ、陳の梁郡太守・安城郡太守を経て、郢州刺史に上った。隋に入ると、邵州・観州・綿州・豊州の刺史を歴任し、巴東郡太守・敦煌郡太守をつとめた。

## 伝記資料
- 『陳書』巻13 列伝第7
- 『南史』巻67 列伝第57